# 绿溪口乡
绿溪口乡，是中华人民共和国湖南省怀化市麻阳苗族自治县下辖的一个乡镇级行政单位。

## 行政区划
绿溪口乡下辖以下地区：
绿溪口村、洲上村、王家坪村、元郊村、枫木林村、大比田村、水漫溪村、鱼子溪村、火马坳村、羊古脑村、磨刀岩村、陶伊村、大溪桥村和兰丝垅村。